# Mortagne-au-Perche
Mortagne-au-Perche és una ciutat de França, situada al departament de l'Orne a la regió de Normandia. El 2018 tenia 3.801 habitants.